# Tá na Mira
"Tá na Mira" uma canção da artista musical brasileira Anitta, lançada como single promocional em 23 de abril de 2013 para download digital. Embora tenha sido confirmado como primeiro single de seu álbum de estreia, a canção acabou sendo substituída por "Show das Poderosas", que foi enviada oficialmente para as rádios, e "Tá na Mira" encarregou-se de ser o terceiro e último single promocional liberado apenas digitalmente.

## Antecedentes
Inicialmente, com a produção do álbum de estreia da cantora, a gravadora decidiu que a canção "Tá na Mira" seria lançado como primeiro single, mas "Show das Poderosas" acabou sendo escolhida para o posto. Neste mesmo mês, o clipe deste havia em apenas de uma semana alcançado 1 milhão de visualizações no YouTube. "Tá na Mira" acabou sendo liberada como single promocional apenas streaming em 23 de abril de 2013. Um EP de mesmo título, contendo canções como "Meiga e Abusada", além de canções exclusivas, foi lançada sete dias depois.

## Composição
"Tá na Mira" é uma canção derivada do pop. De acordo com o portal do Multishow, a letra começa com uma declaração derretida, nas letras "Eu não sou de falar, mas eu quero você [...] Tipo mágica , foi rápido pra eu te querer", mas de acordo com o canal "a Menina Má mostra sua personalidade" nos versos "Mas baixa a bola/agora vem meu proceder", "Sou mais que uma conquista/não sou mulher da pista" e "Mas se tu não quiser/eu quero menos ainda". A obra foi escrita com um metrônomo de 132 batidas por minuto.

## Promoção
Na Rede Globo ela participou dos programas Esquenta!,Caldeirão do Huck Encontro com Fátima Bernardes e no Mais Você, no qual participou por mais de uma hora.
Em 6 de abril de 2013, Anitta apresentou "Meiga e Abusada" no programa de televisão Legendários na Rede Record. Em maio de 2013 ela participou dos programas Pânico na Band no Programa do Ratinho. Em 3 de maio de 2013 foi lançado um vídeo lírico contendo imagens animadas, sendo estas da cantora em clima de faroeste, assim como é notável em partes da canção.

## Faixas e formatos
| Download digital |              |                |         |  |
| N.º              | Título       | Compositor(es) | Duração |  |
| 1.               | "Tá na Mira" | Anitta         | 2:51    |  |

| EP digital     |                                   |                                                  |         |  |
| N.º            | Título                            | Compositor(es)                                   | Duração |  |
| 1.             | "Meiga e Abusada"                 | Larissa Machado, Jeferson Junior, Claudia Regina | 3:49    |  |
| 2.             | "Show das Poderosas"              | Anitta                                           | 2:30    |  |
| 3.             | "Menina Má"                       | Anitta                                           | 2:55    |  |
| 4.             | "Tá na Mira"                      | Anitta                                           | 2:51    |  |
| 5.             | "Show das Poderosas" (Videoclipe) | Machado, Junior, Regina                          | 2:51    |  |
| Duração total: | Duração total:                    | Duração total:                                   | 12:09   |  |

## Histórico de lançamento
| País       | Data                | Formato          | Gravadora           |
| ---------- | ------------------- | ---------------- | ------------------- |
| Brasil     | 23 de abril de 2013 | Download digital | Warner Music Brasil |
| EUA        | 23 de abril de 2013 | Download digital | Warner Music Brasil |
| Moçambique | 23 de abril de 2013 | Download digital | Warner Music Brasil |
| Portugal   | 23 de abril de 2013 | Download digital | Warner Music Brasil |